# Dolac na Lašvi
Pour les articles homonymes, voir Dolac.
Dolac na Lašvi (en cyrillique : Долац на Лашви) est un village de Bosnie-Herzégovine. Il est situé dans la municipalité de Travnik, dans le canton de Bosnie centrale et dans la fédération de Bosnie-et-Herzégovine. Selon les premiers résultats du recensement bosnien de 2013, il compte 459 habitants.

## Géographie
Dolac na Lašvi, encore appelé Dolac, est situé sur les bords de la rivière Lašva, un affluent gauche de la Bosna.

## Démographie

### Évolution historique de la population dans la localité
| 1948 | 1953 | 1961 | 1971 | 1981 | 1991 | 2013 |
| ---- | ---- | ---- | ---- | ---- | ---- | ---- |
| -    | -    | 527  | 402  | 511  | 504  | 459  |

|  |

### Communauté locale
En 1991, la communauté locale de Dolac na Lašvi comptait 2 027 habitants, répartis de la manière suivante :